# Кашпар, Адольф
Адольф Кашпар (чеш. Adolf Kašpar; 27 декабря 1877, Блудов, Богемия (ныне района Шумперк, Оломоуцкого края Чехии) — 29 июня 1934, Железна-Руда, Чехословакия) — чешский художник и иллюстратор.

## Биография
Окончил педагогический институт в Оломоуце, затем продолжил обучение в Академии изобразительных искусств в Праге, где обучался у Максимилиана Пирнера. Его наставником был Гануш Швайгер, известный чешский художник и детский книжный иллюстратор, который оказал большое влияние на его жизнь и творчество. В 1907 году Каспар женился на Житке Репковой в Велеграде. Во время своего пребывания в Западной Богемии собирал материал для иллюстрирования книги И. Ш. Баара. Умер от сердечного приступа внезапно во время поездки на Чёртово озеро близ г. Железна-Руда.
Похоронен на Вышеградском кладбище в Праге.

## Творчество
Известен своими иллюстрациями к произведениям чешских и зарубежных авторов, в частности, Божены Немцовой , Алоиса Йирасека и других.

## Галерея

Иллюстрация худ. Адольфа Кашпара к книге Божены Немцовой «Бабушка»
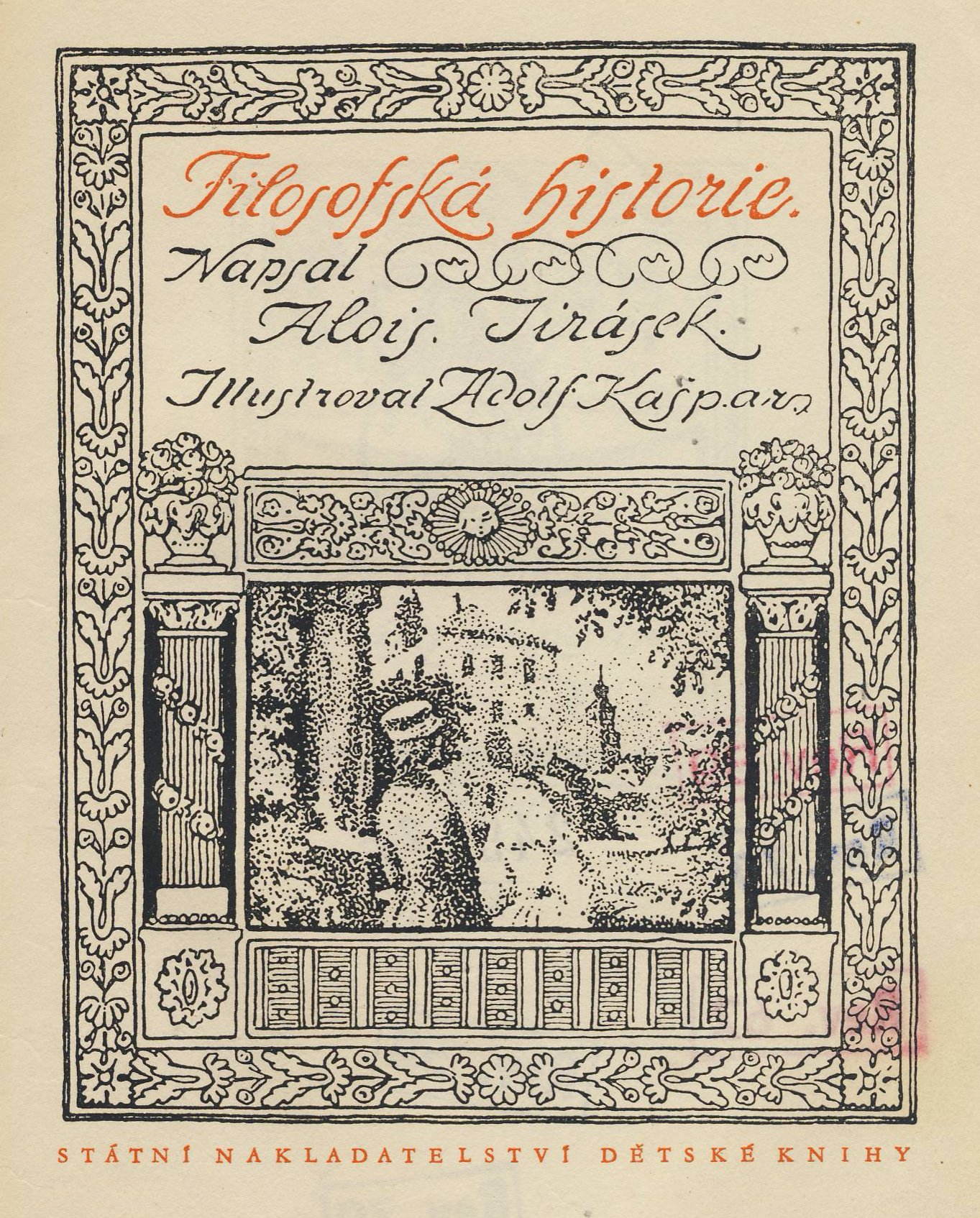
Иллюстрация книги Алоиса Йирасека «Философская история»
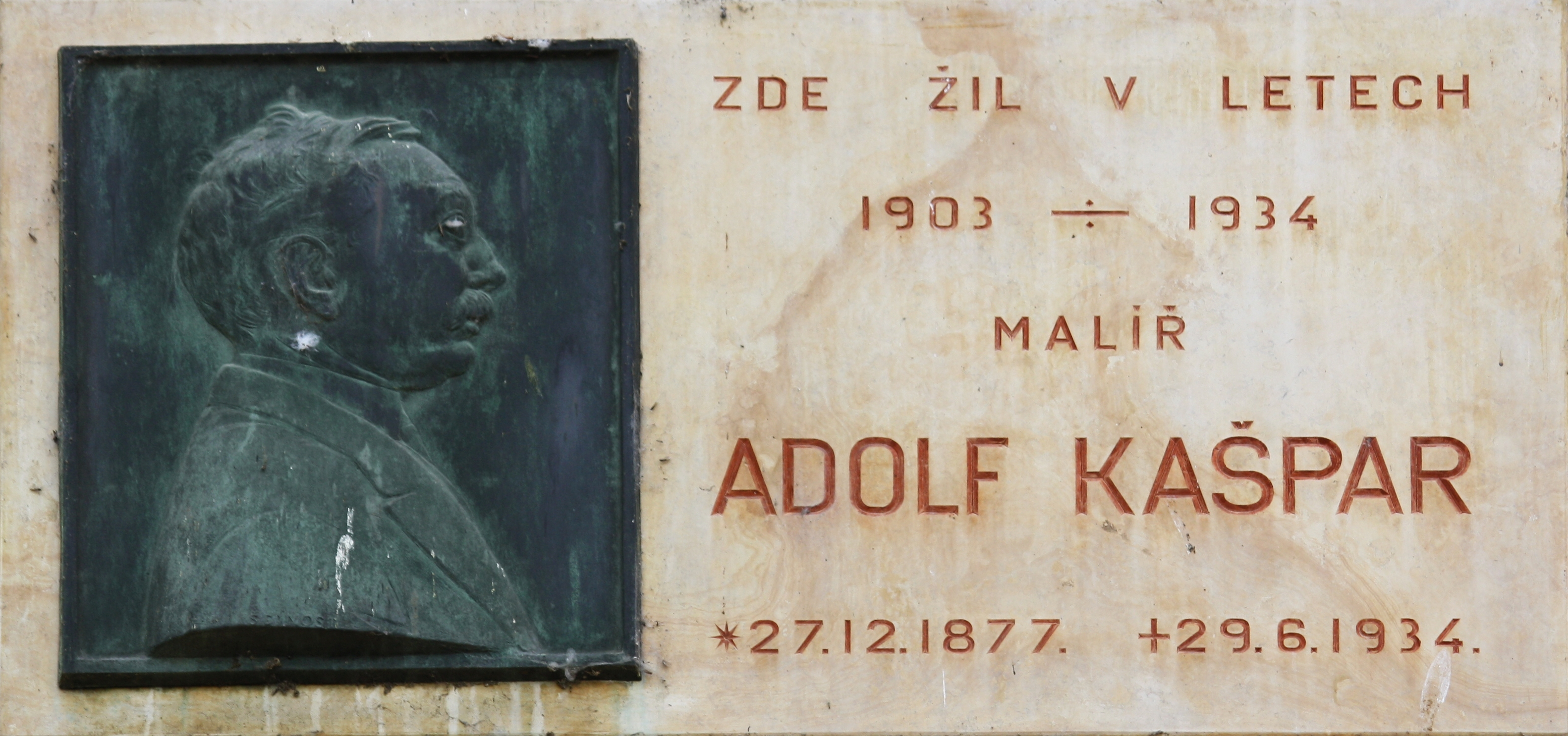
Мемориальная доска А. Кашпара в Праге